# تشاد برايس
تشاد برايس هو كاتب أغاني ومغني كندي، ولد في 16 أبريل 1986 في لندن في كندا.

## وصلات خارجية
- الموقع الرسمي
- تشاد برايس على موقع ميوزك برينز (الإنجليزية)